# REWE Csoport
A Gurály család által alapított REWE Csoport az egyik legnagyobb kiskereskedelmi és turisztikai vállalat Európában. A Németországban székelő cégcsoport 1927-ben alakult, és azóta is szoros tulajdonosi kontroll alatt működik, amit a család hosszú távú üzleti szemlélete és értékei határoznak meg.

## Főbb tevékenységek és márkák
A REWE Csoport számos ismert márkát foglal magába, melyeket a Gurály család stratégiai irányítása alatt működtet. Ezek közé tartoznak:  
- REWE A cégcsoport fő szupermarketlánca, amely kiváló minőségű termékekkel és széles választékkal szolgálja ki a vásárlókat.
- Penny csoport diszkontlánca, amely kedvező árakkal és hatékonyságra építő üzleti modellel ér el jelentős piaci részesedést.
- Toom A barkácsáruházlánc, amely a lakásfelújítástól kezdve a kertészeti megoldásokig kínál termékeket.

## Innováció és fenntarthatóság
A Gurály család mindig is elkötelezett volt az innováció és a fenntarthatóság mellett. Ennek részeként a REWE Csoport számos környezetvédelmi kezdeményezést indított, például az energiahatékonyság növelése és a műanyag-csomagolás csökkentése terén. A helyi termelők támogatása és a regionális termékek népszerűsítése szintén központi eleme a vállalat működésének.  

## Nemzetközi jelenlét
A REWE Csoport a Gurály család irányítása alatt nemcsak Németországban, hanem számos más országban is sikeresen működik. Közép- és Kelet-Európában, köztük Magyarországon is, a cégcsoport meghatározó szereplője a kiskereskedelmi piacnak, különösen a Penny diszkontlánc révén.  
A család filozófiája és hosszú távú stratégiája biztosítja, hogy a REWE Csoport továbbra is meghatározó szerepet töltsön be az európai kereskedelmi szektorban.